# Dima wa at-Tayyin
Dima wa at-Tayyin (Englisch Dima wa'Tayeen, Dima wa Tayeen oder Dima W'aatayeen; arabisch دماء والطائيين, DMG Dimāʾ wa-ṭ-Ṭāʾiyyīn) ist ein Dorf mit ca. 2000 Einwohnern im Sultanat Oman. Dima wa at-Tayyin liegt im östlichen Hochland des Hadschar-Gebirges und an der Fernstraße Route 25. Dima wa at-Tayyin ist administrativ auch ein Wilaya des Gouvernements Schamal asch-Scharqiyya. Der Verwaltungsbezirk hat eine Größe von 1664 km² und eine Einwohnerzahl von 19.442 Personen. Zur Ortschaft gehören ebenfalls die Orte Mehlah und Ghayyan. 

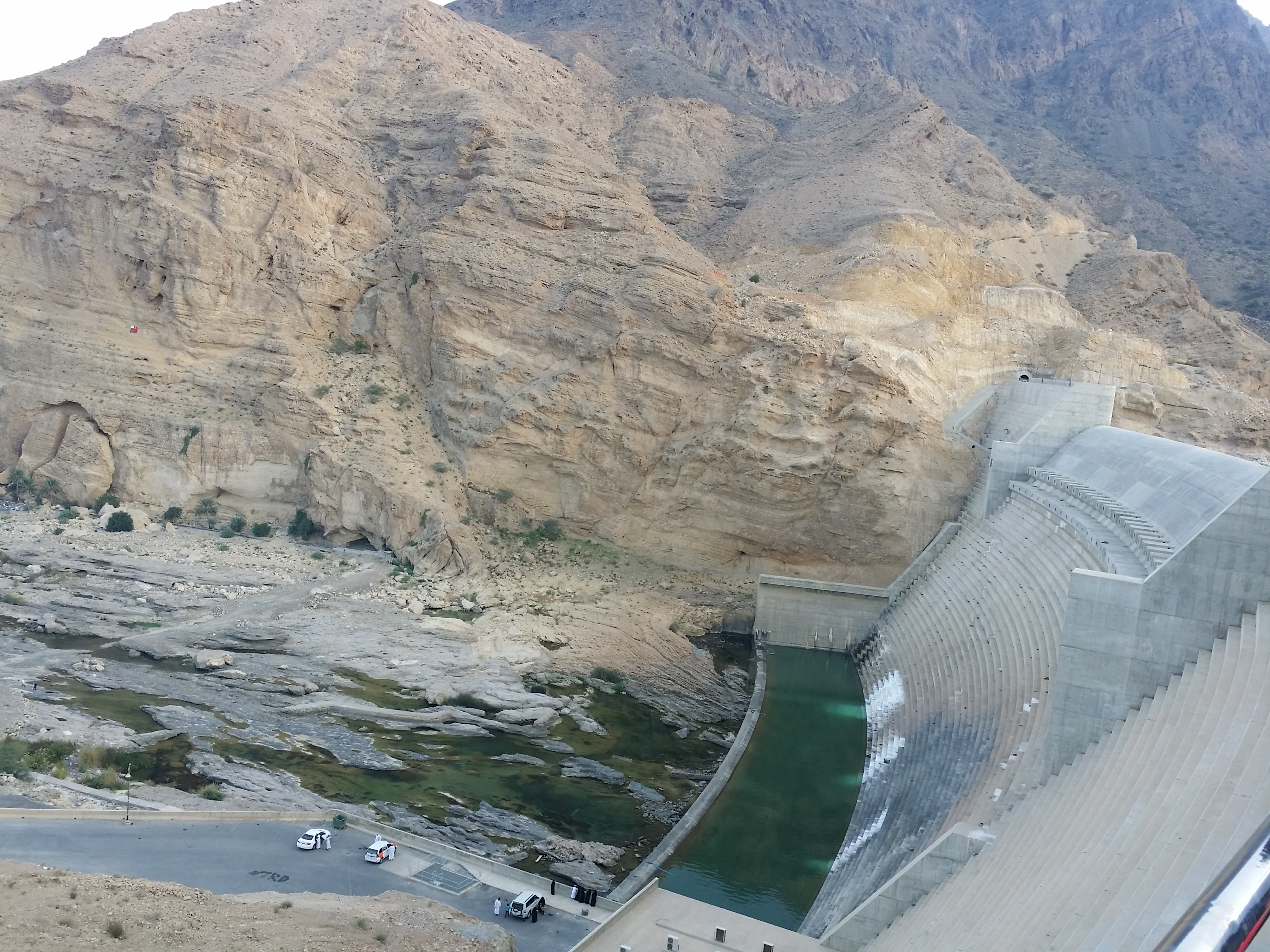
Wadi-Dayqah-Damm in Quriyat

Das Wadi Dima verläuft östlich des Orts und führt bis an die Küstenebene in Quriyat. Kurz davor mündet es in den Wadi-Dayqah-Damm.